# August Naegle
August Naegle (23. nebo 28. července 1869 Annweiler am Trifels – 12. října 1932 Praha) byl německý, v Čechách působící církevní historik, teolog, římskokatolický kněz a československý politik.

## Biografie
Vystudoval gymnázium ve Špýru a univerzity v Mnichově a Würzburku. Roku 1891 byl vysvěcen na kněze. Působil jako duchovní ve špýrské diecézi. Po dalších studiích v Římě, Paříži, Londýně, Cambridgi získal roku 1898 titul doktora teologie. Od roku 1901 byl dvorním knězem v Mnichově, kde roku 1903 získal titul doktora filozofie. V letech 1903–1906 byl profesorem církevních dějin v Pasově, od roku 1906 profesorem církevních dějin a patristiky na pražské německé Karlo-Ferdinandově univerzitě.
V letech 1918/19, 1919/20 a 1929/30 byl rektorem pražské německé Karlo-Ferdinandovy univerzity. O její zachování v nové Československé republice se významně zasloužil, čímž získal přezdívku „železný rektor“.
Politicky působil za Rakouska-Uherska v Křesťansko-sociální straně (Christlich-soziale Partei), po roce 1918 se stal členem Německé nacionální strany (Deutsche Nationalpartei, DNP). V parlamentních volbách v roce 1920 získal za německé nacionály senátorské křeslo v Národním shromáždění. Byl předsedou klubu senátorů DNP. Novou kandidaturu v parlamentních volbách v roce 1925 mu zakázala církev.
Roku 1920 neúspěšně kandidoval jako zástupce československých občanských německých stran na úřad prezidenta republiky proti T. G. Masarykovi. Získal 61 hlasů. Ve své vědecké činnosti se zabýval především sv. Janem Zlatoústým a církevními dějinami Čech.
Zemřel roku 1932 a byl pohřben na Hřbitově Malvazinky.